# Javier Martín Vide
Javier Martín Vide (Barcelona, 1954)
Licenciado en Ciencias Matemáticas y doctor en Geografía e Historia por la misma universidad, con premio extraordinario. Su tesis doctoral: Características climatológicas de la precipitación en la franja costera mediterránea de la península ibérica, se presentó en 1982 y fue publicada en 1987.
Ha centrado su actividad investigadora en análisis probabilísticos de la precipitación, riesgos climáticos, análisis sinóptico, clima urbano y variabilidad y cambio climático. En 2002 propone un patrón de teleconexión nuevo, la 'Western Mediterranean Oscillation', que relaciona el golfo de Cádiz con el norte de Italia, aceptado internacionalmente en 2006. En 2004 difunde el 'Concentration Index', para evaluar el peso pluviométrico de los días más lluviosos. Es también autor del 'índice de disparidad consecutiva', que evalúa los saltos entre valores consecutivos en una serie estadística.
Ha publicado 25 libros y unos trescientos artículos y capítulos de libros. Algunas de sus obras son: Interpretación de los mapas del tiempo (1984), Fundamentos de Climatología analítica (1991), Guía de la atmósfera. Previsión del tiempo a partir de la observación de las nubes (1996), Tiempos y climas mundiales. Climatología a través de mapas del tiempo e imágenes de satélite (1996), Climas y tiempos de España (2001), El tiempo y el clima (2003) (Premio Crítica Serra d'Or 2004), Aspectos económicos del cambio climático en España (2007) y Apaga la luz (2009).
Ha dirigido veintinueve tesis doctorales y ha participado en varios proyectos de investigación europeos (ADVICE, IMPROVE, COST-733, ESPON-Climate).
Imparte clases en los grados de Geografía y de Ciencias Ambientales, y en diferentes másteres y programas de doctorado.
Fue el primer Presidente de la Asociación Española de Climatología (1998-2004) y del Consejo Asesor del Servei Meteorològic de Catalunya (2000-2011). Ha sido Presidente de la Asociación de Geógrafos Españoles (AGE) (2009-2013)y del Comité español del World Climate Research Programme (2010-2015). Es Director del Instituto de investigación del Agua (Institut de recerca de l'Aigua) de la Universidad de Barcelona desde 2015.
Miembro del consejo editorial del International Journal of Climatology y de otras doce revistas, coordinador del Grupo de Expertos de Cambio Climático de Cataluña y del Observatorio Metropolitano del Cambio Climático del Área Metropolitana de Barcelona, y codirector del máster en Climatología Aplicada y Medios de Comunicación de la Universidad de Barcelona.
Figura en el Ranking de Stanford entre el 2% de los científicos más influyentes del mundo. Reconocido conferenciante, participa con frecuencia en los medios de comunicación.

## Algunas publicaciones

### Libros
- teodoro Lasanta, javier Martín Vide. 2013. La investigación geográfica en España (1990-2012). Asociación de Geógrafos Españoles, Instituto Pirenaico de Ecología, 510 pp. ISBN 9788494078408

- josé maría Cuadrat Prats, javier Martín Vide. 2007. La climatología española: pasado, presente y futuro. Editor Prensas Universitarias de Zaragoza, 574 pp. ISBN 8477338868

- javier martín Vide. 2005. Los mapas del tiempo. Volumen 1 de Colección Geoambiente XXI. Editor	Davinci Continental, 219 pp. ISBN 8493373265

- ----------------------------, jorge Olcina Cantos. 2001. Climas y tiempos de España. Volumen 43 de El Libro Universitario. Materiales. Historia y geografía. Edición ilustrada

de Alianza Editorial, 264 pp. ISBN 8420657778
- ----------------------------. 1997. Avances en climatología histórica en España. Colección Estudios geográficos. Edición ilustrada de Oikos-Tau, 223 pp. ISBN 8428109052

- ----------------------------. 1991. Fundamentos de climatología analítica. Volumen 5 de Espacios y Sociedades Series. Edición ilustrada de Síntesis, 157 pp. ISBN 8477381135

- ----------------------------. 1989a. España I: el medio y la historia. Volumen 70 de Biblioteca Iberoamericana. Editor Anaya, 126 pp.

- juan Vilá Valentí, francesc López Palomeque, javier Martín Vide. 1989b. La península ibérica. Ariel geografía. Edición reimpresa de Ariel, 331 pp. ISBN 8434434474

## Honores
En 2005 recibió el Premio ATLAS-2004 a la trayectoria profesional ejemplar y en 2008 el Premio de la ACAA. Ha participado como revisor experto en el Cuarto Informe IPCC, que recibió el Premio Nobel de la Paz 2007, y en el Quinto (2014). En 2017 recibió la Distinción de la Universidad de Barcelona a las mejores actividades de divulgación científica y humanística, y en 2020 la Distinción a la Calidad Docente.
Algunas de sus actividades de difusión han sido la dirección científica del pabellón Agua Extrema (Expo Zaragoza, 2008), la dirección de la colección de libros Geoambiente XXI (Davinci Continental) y la colaboración periódica en el programa L’Agenda del Medi Ambient (Ràdio 4, 2005-2008).